# János Kovács (calciatore 1912)
János Kovács, noto anche come János  Sindler (1912 – 1º agosto 1989), è stato un calciatore ungherese, di ruolo attaccante.

## Carriera
Arrivato al Ferencvaros dallo Szombathelyi AK nel 1929, nella sua prima stagione viene impiegato solo in Magyar Kupa. Passa poi per due anni al Sabaria, tornando al Ferencvaros nel 1932. Segue un'altra stagione senza presenze in campionato, poi due in cui è la riserva per il ruolo di ala sinistra, pur mantenendo un'ottima media realizzativa. In questi ultimi due anni con il Ferencvaros vince un campionato (1934) ed una Coppa d'Ungheria (1935).

## Palmarès

### Club

#### Competizioni nazionali
- Campionato ungherese: 1

Ferencvaros: 1933-1934
- Coppa d'Ungheria: 2

Ferencvaros: 1932-1933, 1934-1935